# Opol

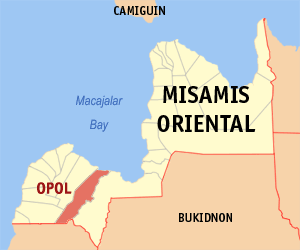
Bản đồ Misamis Oriental với vị trí của Opol

Opol là một đô thị hạng 4 ở tỉnh Misamis Oriental, Philippines. Theo điều tra dân số năm 2007 của Philipin, đô thị này có dân số 47.187 người. Khu vực này đang ngày càng được đô thị hoá do sự mở rộng của Thành phố Cagayan de Oro gần đó.

## Các đơn vị hành chính
Opol được chia ra 14 Số barangay.
- Awang
- Bagocboc
- Barra
- Bonbon
- Cauyonan
- Igpit
- Limonda
- Luyong bonbon
- Malanang
- Nangcaon
- Patag
- Poblacion
- Taboc
- Tingalan